# Contea di Audubon
La contea di Audubon (in inglese Audubon County) è una contea dello Stato dell'Iowa, negli Stati Uniti. La popolazione al censimento del 2000 era di 6 830 abitanti. Il capoluogo di contea è Audubon.

## Comunitià e località
Audubon County si suddivide in cinque città e dodici township:

### Città
- Audubon
- Brayton
- Exira
- Gray
- Kimballton

### Township
- Audubon
- Cameron
- Douglas
- Exira
- Greeley
- Hamlin
- Leroy
- Lincoln
- Melville
- Oakfield
- Sharon
- Viola